# Centrumhandel
Centrumhandel eller cityhandel är detaljhandel som finns i ett stadsdels- eller tätortscentrum. På senare år har centrumhandelns andel minskat i och med att externa köpcentra ökat i antal (se externhandel).